# Vándorló levelek (Vízipók-csodapók)
A Vándorló levelek a Vízipók-csodapók című rajzfilmsorozat harmadik évadának második epizódja. A forgatókönyvet Kertész György írta.

## Cselekmény
Keresztespók és Vízipók szédülnek és azt hiszik, hogy valami furcsa betegségben szenvednek, mert a falevelek egészen különlegesen mozognak körülöttük. Ráadásul még a vihar is kitör. Éppen a víz segítségével tesznek szert újabb ismerősökre és tudják meg a falevelek mozgásának okát.

## Alkotók
- Rendezte: Szabó Szabolcs, Haui József
- Írta: Kertész György
- Dramaturg: Szentistványi Rita
- Zenéjét szerezte: Pethő Zsolt
- Főcímdalszöveg: Bálint Ágnes
- Ének: ?
- Operatőr: Magyar Gyöngyi, Pugner Edit
- Hangmérnök: Bársony Péter
- Hangasszisztens: Zsebényi Béla
- Effekt: Boros József
- Vágó: Czipauer János, Völler Ágnes
- Háttér: Farkas Antal
- Rajzolták: Kricskovics Zsuzsa, Vágó Sándor
- Kihúzók és kifestők: Miklós Katalin, Rouibi Éva, Zoboki Mariann
- Asszisztens: Bábel Anita, Varró Lászlóné
- Színes technika: Szabó László
- Felvételvezető: Gödl Beáta
- Gyártásvezető: Vécsy Veronika
- Produkciós vezető: Mikulás Ferenc

- A laboratóriumi munkák a Magyar Filmlaboratórium Vállalatnál készültek
- Készítette a Magyar Televízió megbízásából a Pannónia Filmstúdió

## Szereplők
- Vízipók: Pathó István
- Keresztespók: Harkányi Endre
- Méhecske: Benkő Márta
- Giliszta anyuka: Mányai Zsuzsa
- Giliszta apuka: Miklósy György